# Понти-Нова
Понти-Нова (порт. Ponte Nova)  —  муниципалитет в Бразилии, входит в штат Минас-Жерайс. Составная часть мезорегиона Зона-да-Мата. Находится в составе крупной городской агломерации. Входит в экономико-статистический микрорегион Понти-Нова. Население составляет 70 344 человека на 2007 год. Занимает площадь 470,338 км². Плотность населения — 121,9 чел./км².

## История
Город основан 30 октября 1866 года. 

## Статистика
- Валовой внутренний продукт на 2006 год составляет 619 203 060,00 реалов (данные: Бразильский институт географии и статистики).
- Валовой внутренний продукт на душу населения на 2006 год составляет 8802,50 реалов (данные: Бразильский институт географии и статистики).
- Индекс развития человеческого потенциала на 2006 год составляет 0,813 (данные: Программа развития ООН).

## География
Климат местности: горный тропический.